# アルトゥール・アウグスト・ジ・マトス・ソアレス
アルトゥール（Arthur）ことアルトゥール・アウグスト・ジ・マトス・ソアレス（Arthur Augusto de Matos Soares、2003年3月17日 - ）は、ブラジル・ベロオリゾンテ出身のサッカー選手。ブンデスリーガ・バイエル・レバークーゼン所属。ブラジル代表。ポジションはディフェンダー。

## クラブ経歴
2019年にアメリカFCの下部組織へ入団し、2020シーズンのCRフラメンゴへのレンタル移籍を経て2022シーズンからのアメリカFCでのトップチーム昇格が決定した。2022年1月26日、ミナスジェライス州選手権のAAカウデンセ戦にてトップチームデビューを果たした。
2023年4月3日、2023-24シーズンからブンデスリーガのバイエル・レバークーゼンへ加入することが発表され、5年契約を結んだ。

## 代表経歴
2023年3月25日、A代表未経験の選手を中心に編成して臨んだモロッコ代表との親善試合でブラジル代表デビューを果たした。
2023年4月28日、5月からアルゼンチンで開催される2023 FIFA U-20ワールドカップに臨むU-20ブラジル代表に招集された。

## タイトル

### クラブ
バイエル・レバークーゼン
- ブンデスリーガ : 1回 (2023-24)

### 代表
U-20ブラジル代表
- 南米ユース選手権 : 1回 (2023)